# Seattle Computer Gazelle
Seattle Computer Gazelle ime je za 8-bitno računalo koje je proizvodila američka tvrtka Seattle Computer. Gazelle je izašla na tržište u studenom 1979. godine i proizvodio se do 1983. godine. Gazelle je bila poznata po tome što se na njoj razvila prva inačica operacijskog sustava MS-DOS.

## Tehnička svojstva
- Mikroprocesor: Intel 8088 kasnije Intel 8086
- Takt: 8Mhz
- RAM: 128Kb, maksimum 896Kb
- ROM: ??
- Grafika:
  - Znakovni mod: 80 x 25 preko serijskog terminala
- Sabrinica: S-100, s 18 utora
- U/I međusklopovi: paralelni (Centronics), 3 x serijski RS-232
- Sekundarna memorija: 2 x disketne jedinice 8" (svaka po 1.2Mb, tvrdi disk
- Operacijski sustav: SCP-DOS koji kasnije se preimenje u MS-DOS 1.0